# Рајнер (Вирџинија)
Рајнер (енгл. Riner) насељено је место без административног статуса у америчкој савезној држави Вирџинија.

## Демографија
По попису из 2010. године број становника је 859.
| Група             | 2000.    | 2010.       |
| Белци             | 0 (0,0%) | 815 (94,9%) |
| Афроамериканци    | 0 (0,0%) | 15 (1,7%)   |
| Азијати           | 0 (0,0%) | 0 (0,0%)    |
| Хиспаноамериканци | 0 (0,0%) | 14 (1,6%)   |
| Укупно            | 0        | 859         |